# Tõivere
Tõivere es una localidad situada en el municipio de Põltsamaa en el condado de Jõgeva, Estonia. Según el censo de 2021, tiene una población de 12 habitantes.
Está ubicada al oeste del condado, al norte del lago Võrtsjärv y de los condados de Viljandi y Tartu, al sur del condado de Järva y cerca de la carretera Tallin-Tartu (en estonio, Tallin-Tartu maantee).